# Oxira obsoleta
Oxira obsoleta là một loài bướm đêm trong họ Noctuidae.